# Церква Введення Пресвятої Богородиці (Розтока)
Церква Введення Пресвятої Богородиці — дерев'яна церква, яка знаходиться у селі Розтока, Міжгірського району, Закарпатської області. З межигірської групи церков найстаріша і найдосконаліша, пам'ятка архітектури національного значення (№ 224).

## Архітектура
З межигірської групи церква в селі Розтока найстаріша і найдосконаліша. Ймовірно, у свій час вона вразила уяву сучасників і справила вплив на майстрів, що зводили храми в Подобовці, Пилипці, Буковці, Ізках, Торуні та Присліпе. У плані, як і в інших архаїчних закарпатських храмах, її бабинець і нава однієї ширини, і тільки квадратний вівтар трохи вужче. Перше горизонтальне членування церкви Введення — це широке опасання на кронштейнах, яке оточує її з усіх боків. На західному фасаді воно посилено ще й чотириколонним ґанком. Друге горизонтальне членування — це покрівля опасання, що охоплює також і вежу над бабинцем. Покрівлі нава і вівтаря як би злиті: перехід від одного зрубу до іншого приховує ґонтова обшивка. Вежа над бабинцем, яка з кожним членуванням по висоті стає вужча, увінчана двоярусним верхом вишуканого малюнку. Численні горизонтальні лінії ґонтової покрівлі церкви викликають мимовільні асоціації із силуетами вікових ялин. Якщо зі східної сторони храм сприймається досить нерухомим, то з західної, навпаки, він весь — гра мас, яка будується на контрасті великої форми єдиних нава, вівтаря і витонченої вежі.
Зважаючи на те, що схил пагорба, де розташований храм Введення, дуже крутий, дзвіниця поставлена окремо, ближче до вершини пагорба. Якщо піднятися на пагорб, то церква, що стоїть нижче, вимальовується в просвітах величезних дерев на тлі навколишніх гір і являє собою чарівну картину.

## Історія
Церква Введення Пресвятої Богородиці, розташована на крутому схилі в оточенні дерев поважного віку, має тільки їй притаманні пропорції та художні деталі. У XVII столітті це була бойківська церква з трьома верхами, що зменшувалися догори ступінчастими заломами. Можливо, у 1759 році, згідно з написом на південних дверях, церква набула сучасного барокового вигляду. Судячи з величезних колод і патині на зрубі, спорудження храму можна віднести до XVII століття. У XVIII столітті, ймовірно, було зроблено лише нове вінчання вежі. На користь більш давнього походження церкви говорить також наявність ще одного входу в наву з південної сторони і готична форма арок-вирізів з боків великий арки, що з'єднує бабинець і наву. Вежа з восьмигранною банею має горизонтальне членування. Колись відкритий ґанок перетворено на засклену веранду. Дерев'яну дзвіницю, типову для закарпатської Бойківщини, збудували біля церкви у XVIII столітті. Такі дзвіниці поширені по всій Міжгірщині. За формою і конструкцією вони подібні до дзвіниць сусідньої Воловеччини, але воловецькі значно менші.
У селі розповідають, що заможні господарі Розтоки купили церкву в сусідньому Студеному і, розібравши, перевезли волами через гори, що розділяють долинки двох сіл. За іншим переказом, церкву купили в одному з галицьких бойківських сіл і привезли в нижнє село, але заможні люди з Вишнього Кінця вночі перетягли волами розібрану церкву до своєї частини села.
Збереглися написи, що доносять до нас імена людей, що колись піклувалися про церкву. Це Василь Довганич, що купив у 1709 році ікону Благовіщення, Роман Тяскайло, що «ізробив» образ Богородиці, Ілько Головчин, що вирізав царські врата. Напис на дошці біля південних дверей повідомляє про смерть ктитора церкви 1800 року.
У 2001 році громада продала за безцінь старий іконостас та багато окремих ікон, а кошти використала для обладнання нової дерев'яної церкви, доволі немічної у порівнянні зі стародавньою красунею. Величезну ікону народного малювання «Страшний суд» теж перенесли до нової церкви. Стара Введенська церква залишилася порожньою, покриття дахів було в критичному стані, все реальнішою ставала загроза знищення чудової пам'ятки. Влітку 2005 року майстри з Синевирської Поляни на чолі з Іваном Руснаком перекрили дахи церкви новою дранкою

## Інтер'єр
Інтер'єр повністю відповідає стилю, характеру та образу зовнішньої архітектури. В ньому все невеликих розмірів — і арка-виріз, і двері та вікна, і чудовий іконостас з численними іконами різних часів, розвішаними по стінах. Якщо в усіх попередніх іконостасах панує строга прямокутна сітка горизонтальних і вертикальних членувань, то в розтоцькому всі верхні яруси, крім першого, розташовуються по зламаній вгору лінії, чим досягаються динаміка й експресія композиції. Живопис іконостаса, можливо, виконала та ж артіль, що і в Присліпі, про що свідчать і скупа фрескова манера живопису, і типаж, і палітра барв
Інтер'єр Введенської церкви за своїми розмірами невеликий, але завдяки іконостасу, а також численним іконам різного часу справляє незабутнє враження. Тут зберігається багато вишитих рушників, килими, а також старовинних гравюр.
Іконостас XVII століття цікавий тим, що його елементи — колонки і карнизи — утворюють не прямокутну сітку, а динамічну композицію. Вона створюється завдяки зламу його горизонтальних членувань, підйом якого в центральній частині з кожним ярусом стає все крутіше.
Талант різьбяра з особливим блиском проявився в різьбі царських врат, де представлена композиція «Древо Єссея». Гілки древа, витіювато звиваючись, утворюють дванадцять завитків з біблійними персонажами в центрі. Різьба вражає своєю ажурністю, а фігури, зображені в невисокому рельєфі, — виразністю.
Майстер, який писав ікони для цього іконостаса, працював у монументально-фресковій манері, він уникав подрібненої деталізації, а святим надавав риси українських простолюдинів. Його Марія в іконі «Богоматір Одигітрія» схожа скоріше на селянку, ніж на канонічні зображення Марії. Лаконічна палітра синіх, червоних і вохристих тонів цієї ікони якнайкраще гармонує з теплим тоном золотих дивно пластичних різьблених орнаментів її обрамлення.
Дві ікони в кіотах, розташовані на північній і південній стінах наву, «Святий Микола» і «Свята Параскева» XVII століття належать, ймовірно, майстру, вихованому на гравюрах, адже манера його письма графічна і конструктивна. На південній стіні висять ікони з святкового і деісусного чину, що належали, очевидно, іконостасу першої чверті XVII століття. Вони виконані у прекрасній фресковій манері, де абсолютно відсутні світлотіньові моделювання форми, а складки одягу прокреслені жирною лінією тільки пензлем. Можна з упевненістю сказати, що ці ікони зберігають у собі традиції мистецтва XVI століття.
На одній з них — іконі «Покров» майстер, ймовірно місцевий живописець, залишив свій підпис. Крім того, ця ікона цікава ще й тим, що, хоча її сюжет і повторює традиційну іконографію, головним персонажем композиції є не Богоматір, а Роман Сладкоспівець. Він намальований значно більших розмірів, ніж всі інші персонажі. Напис на іконі все пояснює: «сі чином ізробівь раб Божий Роман тягати за відпущення своє». Художник підлещувався до свого тезки Сладкопівця Романа. Про моральні ідеали і етичні норми виконавців і замовників місцевих ікон дає уявлення величезна ікона «Страшний суд», вміщена на північній стіні наву і виконана, скоріш за все, на рубежі XVIII і XIX століть. Перед судом історії проходять не окремі особистості або лиходії, але цілі народи, весь світ. Особливо охоче майстер зображує сюжети на злобу дня, пороки і зло свого часу, персоніфіковані в суддях і чиновниках митниць, а також лихварів, п'яниць, шинкарів, ворожбита і перелюбників, наклепників і донощиків, злодіїв і розбійників. Всі ці персонажі майстер пише з дитячою безпосередністю і наївністю. Відсутність у нього високого рівня професійної майстерності окупається щирістю і почуттям гумору. Він вказує на порок не стільки страхом, скільки сміхом.